# Stanisław Grocholski
Stanisław Grocholski (6 tháng 6 năm 1865, Żołynia – 26 tháng 2 năm 1932, Buffalo) là một họa sĩ người Ba Lan. Ông hoạt động tại Ba Lan, Đức và Hoa Kỳ.

## Tiểu sử
Trong những năm 1877-1880, Stanisław Grocholski theo học tại Học viện Mỹ thuật Jan Matejko ở Kraków, là học trò của Władysław Łuszczkiewicz. Sau đó, ông tiếp tục học tập dưới sự hướng dẫn của Carl Wurzinger ở Vienna, Léon Bonnat ở Paris, và Alexander von Wagner ở Học viện Mỹ thuật, Munich. Stanisław Grocholski sống tại Munich trong hai mươi năm. Ông ở Neu-Pasing lân cận Munich cho đến năm 1901, sau đó chuyển đến Milwaukee, Hoa Kỳ.
Năm 1886, Stanisław Grocholski vẽ trang trí bên trong một nhà thờ ở Vienna. Tác phẩm nổi bật đầu tiên của ông là Drying of the Sore (Suszenie bielizny) năm 1889, được triển lãm ở Munich. Ông hoạt động tích cực nhất ở Munich, bán tranh cho các nhà sưu tập tư nhân và triển lãm những tác phẩm nghệ thuật đáng chú ý nhất của mình tại các bảo tàng và phòng triển lãm. Từ Munich, ông gửi các tác phẩm tranh của mình đến Warsaw, Kraków và Lwów (lúc bấy giờ thuộc Ba Lan, nay là Lviv thuộc Ukraine) để triển lãm.
Stanisław Grocholski sống với vợ của ông là Izabela Pawłowska trong một biệt thự ở New-Pasing, ngoại ô Munich. Ông đã biến ngôi nhà của mình thành nơi tụ tập của các họa sĩ người Ba Lan. Năm 1891, ông mở trường dạy vẽ của mình, quy tụ nhiều họa sĩ đến học. Gustaw Gwozdecki, Karol Kowalski-Wierusz, Henryk Szczygliński, Soter Małachowski Jaxa và Józef Gałęzowski từng học ở đây.
Stanisław Grocholski vẽ tranh chân dung, tranh cuộc sống sinh hoạt hàng ngày (đặc biệt là truyền thống dân gian của người Hutsuls và của người Do Thái), tranh nghệ thuật tôn giáo cho nhiều nhà thờ ở Ba Lan. Từ năm 1880 đến năm 1900, ông triển lãm các tác phẩm tranh của mình tại Glaspalast ở Munich. Stanisław Grocholski cũng từng cộng tác với các tạp chí "Gardenlaube" và "Moderne". Ở Ba Lan, các bản sao chép tác phẩm tranh của ông được đăng trên tạp chí "Kłosy" và "Tygodnik Ilustrowany".
Stanisław Grocholski chuyên vẽ cảnh bên trong những ngôi nhà tranh của dân làng nhằm truyền tải cuộc sống đời thường của người dân, ghi lại các cảnh lễ lạc, bệnh tật, chiến đấu.

## Tác phẩm tiêu biểu

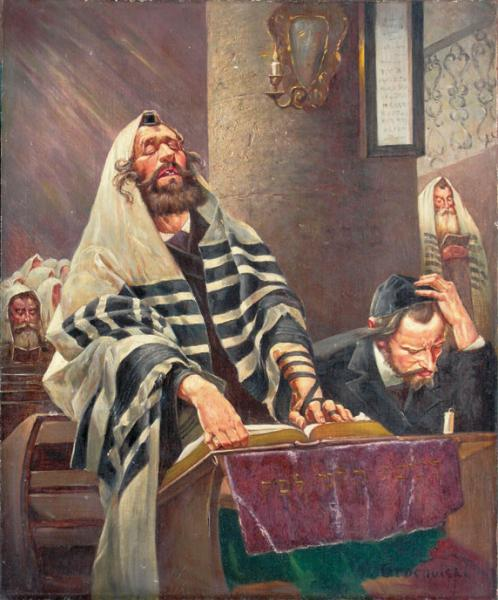
Những người Do Thái đang cầu nguyện
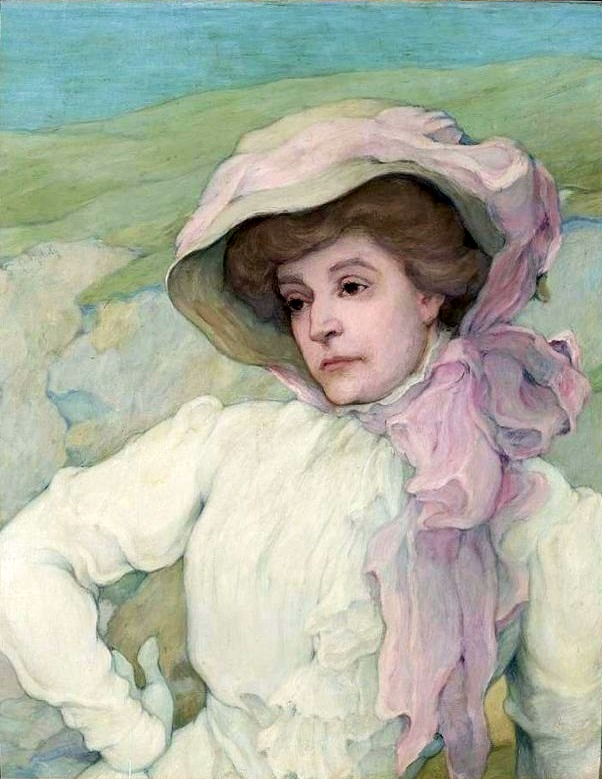
Chân dung một phụ nữ
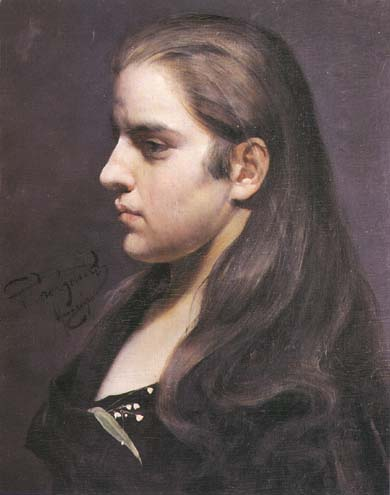
Chân dung một phụ nữ với hoa lily
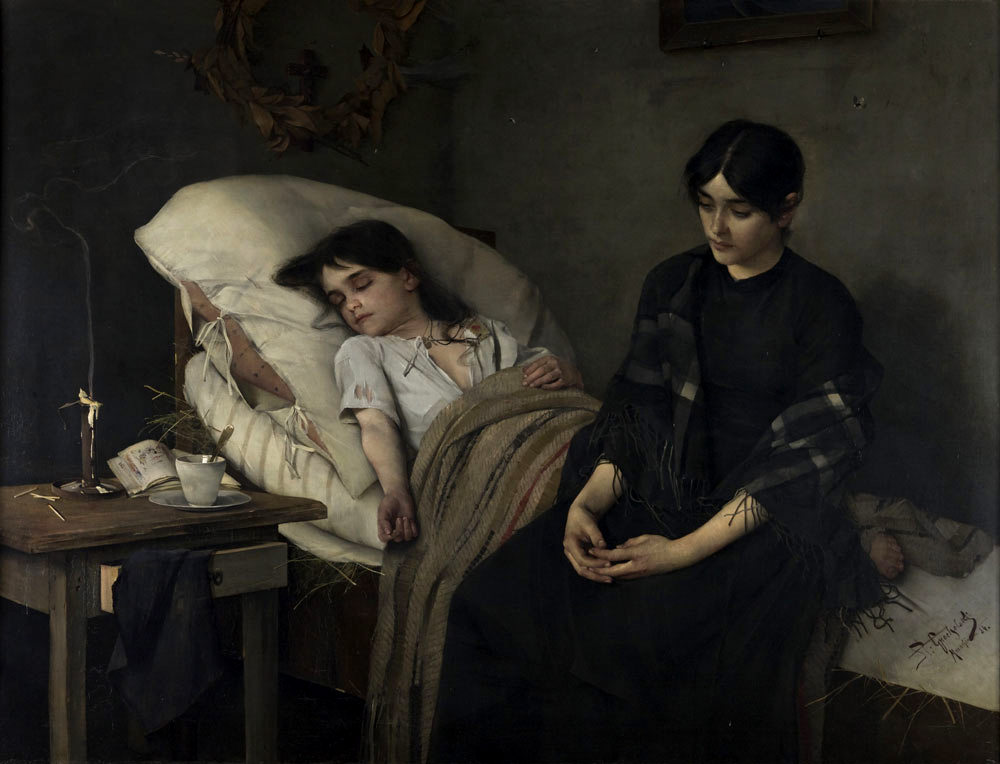
Sự qua đời của một đứa trẻ mồ côi
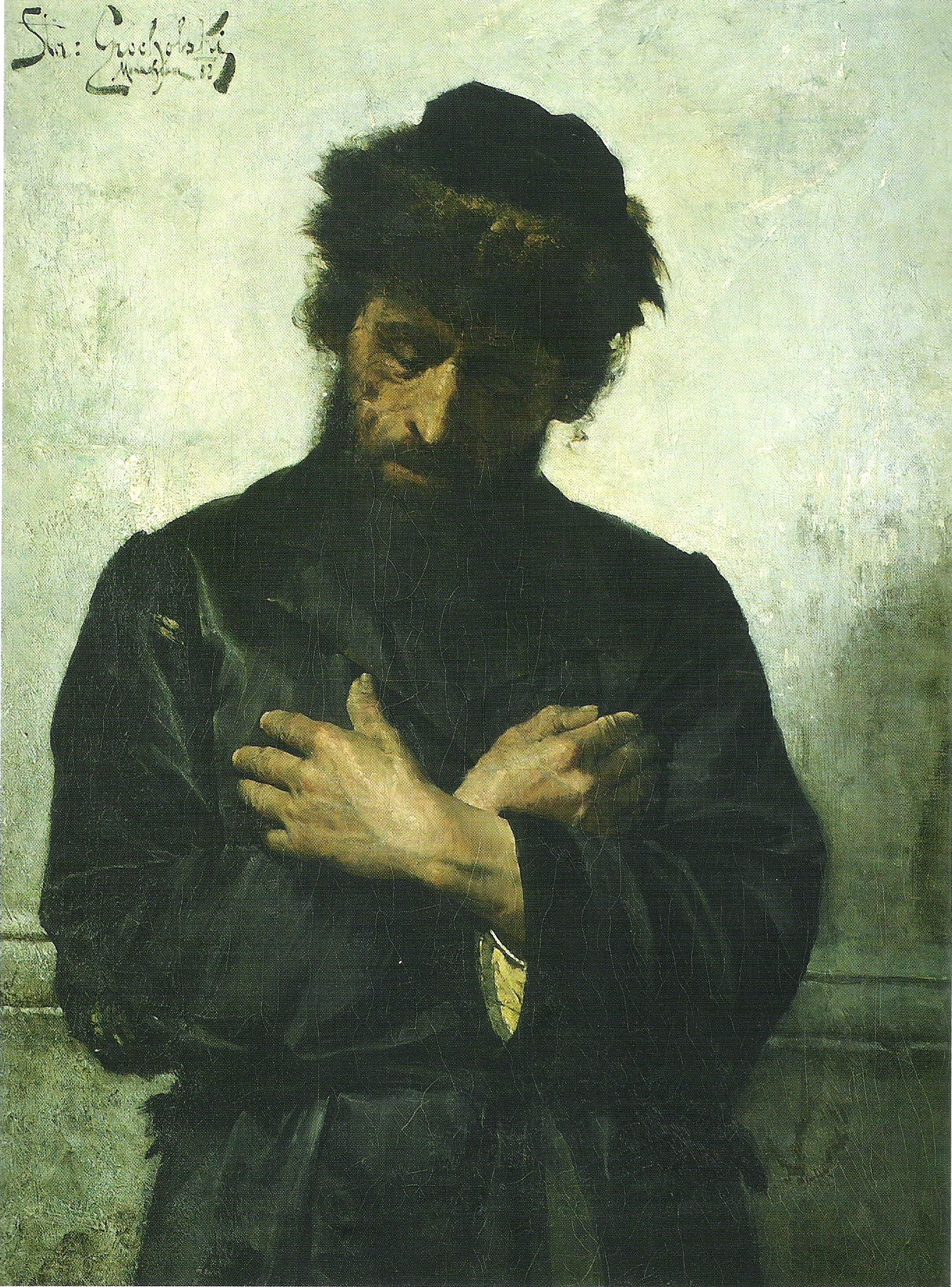
Người Do Thái đang cầu nguyện
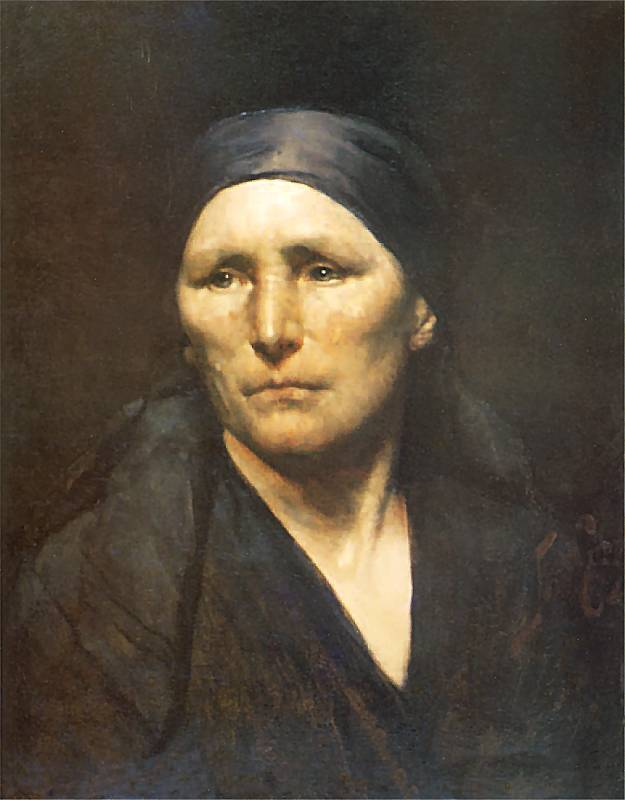
Người phụ nữ đến từ Bavaria